# Cloniophorus collarti
Cloniophorus collarti là một loài bọ cánh cứng trong họ Cerambycidae.